# Dante (audio)
Dante es una combinación de protocolos de software, hardware y red que permite trabajar con audio digital multicanal, sin comprimir y de baja latencia a través de una red Ethernet usando paquetes Layer 3 IP. Fue desarrollado en 2006 por una compañía de Sídney llamada Audinate. Dante mejoró las tecnologías de transmisión de audio por Ethernet previas como CobraNet  o EtherSound.
Como la mayoría de protocolos de transmisión de audio por Ethernet, Dante es ante todo para usos comerciales profesionales. Pero a menudo es usado para trasmitir un gran número de canales de audio a distancias relativamente largas o a múltiples lugares.
La transmisión de audio digital proporciona numerosas ventajas respecto a la de audio analógico tradicional ya que este último se transmite a través de cables analógicos y puede verse afectado por una degradación de la señal debido a interferencias electromagnéticas, atenuación en altas frecuencias y caída de voltaje por las largas tiradas de cable. Gracias a la transmisión digital múltiple el cableado requerido es muy reducido comparado con el audio analógico. Dante también proporciona ventajas específicas en cuanto a la primera generación de transmisión de audio mediante Ethernet como CobraNet o EtherSound. Estas ventajas tecnológicas incluyen soporte nativo de gigabit, más canales, menor latencia y configuración automática.

## Historia
En 2003, cuando Motorola cerró sus instalaciones de investigación en Australia, el actual CEO de Audinate, Aidan Williams, contrató a algunos de sus investigadores para formar un equipo en el Centro Nacional de Tecnología de la Información y la Comunicación de Australia (NICTA) en Sídney. Allí con la ayuda de fondos del gobierno, el equipo pasó tres años desarrollando las bases de Dante. En 2006, Williams fundó y comenzó el proceso de llevar Dante al mercado.
Audinate recibió fondos de NICTA hasta que las negociaciones concluyeron en 2006, momento en el cual Audinate se convirtió en la primera empresa de escisión exitosa del NICTA. Desde 2006, Audinate también ha asegurado dos rondas de inversiones de 4 millones de dólares lideradas por las firmas de capital riesgo Starfish Ventures e Innovación capital. En 2009, Audinate estableció una oficina en Portland, Oregón y nombró a Lee Ellison como CEO. Audinate también tiene oficinas en Londres y Hong Kong.
Desde su fundación, Audinate ha otorgado licencias a 350 compañías que han producido 1000 productos que incorporan la tecnología de Dante.
En noviembre de 2023, Audinate renovó su imagen de marca para posicionar Dante como una plataforma completa de audio y vídeo sobre IP.

## Especificaciones de audio
1. Latencia mínima de 150 microsegundos[8]
2. Permite 1024 canales de audio (512+512)[9]

1. ↑  «Wayback Machine». 26 de junio de 2015. Archivado desde el original el 26 de junio de 2015. Consultado el 29 de noviembre de 2018.
2. ↑  «Brochures and Catalogs - Yamaha - Africa / Asia / CIS / Latin America / Middle East / Oceania». asia-latinamerica-mea.yamaha.com (en en-AP). Consultado el 29 de noviembre de 2018.
3. ↑  «Wayback Machine». 15 de septiembre de 2009. Archivado desde el original el 15 de septiembre de 2009. Consultado el 29 de noviembre de 2018.
4. ↑  «NICTA | Audinate». 10 de julio de 2009. Archivado desde el original el 10 de julio de 2009. Consultado el 29 de noviembre de 2018.
5. ↑  «Innovation Capital leads $4,000,000 Series A investment in Audinate Pty Ltd.». 17 de febrero de 2011. Archivado desde el original el 17 de febrero de 2011. Consultado el 29 de noviembre de 2018.
6. ↑  «Audinate Raises Additional $4 Million in Funding to Fuel Growth». Audinate. 20 de enero de 2010. Archivado desde el original el 30 de noviembre de 2018. Consultado el 29 de noviembre de 2018.
7. ↑  «Audinate Names Lee Ellison CEO, To Be Based At New U.S. Headquarters - ProSoundWeb». ProSoundWeb (en inglés estadounidense). 8 de enero de 2009. Consultado el 29 de noviembre de 2018.
8. ↑  Audinate (2 de julio de 2015), Getting Started with Dante: 1. Dante Overview, consultado el 29 de noviembre de 2018.
9. ↑  «LSI Online News - Audinate debuts Dante Brooklyn II». 23 de julio de 2011. Archivado desde el original el 23 de julio de 2011. Consultado el 29 de noviembre de 2018.

1. Frecuencia de muestreo de 192kHz
2. Profundidad de bits de 32 bits[1]